# ایکو ماسویاما
ایکو ماسویاما (انگلیسی: Eiko Masuyama؛ زادهٔ ۲۲ آوریل ۱۹۳۶) صداپیشه، بازیگر، و بازیگر خردسال اهل ژاپن است. وی از سال ۱۹۵۷ میلادی تاکنون مشغول فعالیت بوده‌است.